# Puig de les Cols
Puig de les Cols är en kulle i Spanien.   Den ligger i provinsen Província de Girona och regionen Katalonien, i den östra delen av landet, 600 km öster om huvudstaden Madrid. Toppen på Puig de les Cols är 391 meter över havet, eller 72 meter över den omgivande terrängen. Bredden vid basen är 2,9 km.
Terrängen runt Puig de les Cols är kuperad västerut, men österut är den platt. Havet är nära Puig de les Cols åt sydost.  Närmaste större samhälle är Sant Feliu de Guíxols, 4,8 km öster om Puig de les Cols. 